# Die Irre von Chaillot (Film)
Die Irre von Chaillot ist eine 1968 gedrehte, US-amerikanische Filmkomödie mit einer von Katharine Hepburn in der Rolle der schrulligen Titelheldin angeführten Starbesetzung. Bei dieser Adaption des gleichnamigen Stücks von Jean Giraudoux führte Bryan Forbes Regie.

## Handlung
Giraudouxs allegorische Geschichte über skrupellose Geschäftemacher und Schacherer aus der Zeit der deutschen Besetzung Frankreichs (1940–1944) wurde in die Moderne verlegt.
Im Zentrum der Handlung steht eine grillenhafte, schrullige, ältere Dame namens Aurelia, eine etwas verlebte und verlotterte aber grundgute Gräfin, die ihren habgierigen und nur auf ihren Vorteil bedachten Gegnern – das sind ein General, ein Kommissar, ein Vorsitzender und ein Prospektor, allesamt namenlose, ältere Herren – den Kampf angesagt hat. An Aurelias Seite befinden sich die so genannten „Verlierer der Gesellschaft“: „kleine Leute“ und Habenichtse wie der Lumpensammler und Aurelias nicht mehr ganz jungen Freundinnen Constance und Gabrielle sowie die hochbetagte Josephine.
Im konkreten Fall dreht es sich um eine Ölquelle, die der Prospektor inmitten von Paris aufgetan hat und nunmehr mit Hilfe seiner Kumpane ausbeuten will. Die „Irre von Chaillot“, wie Aurelia wegen ihrer bisweilen absonderlichen Auftritte genannt wird, und ihre Mitstreiter erfahren von diesem Vorhaben durch den jungen Aktivisten Roderick und wollen sich dagegen wehren, dass ihr beschaulicher und lebens- wie liebenswerter Stadtteil in die Hände dieser rigorosen Ausbeuter und Glücksritter fällt. Es kommt zu bei der Gräfin abgehaltenen „Gerichtsverhandlung“, in der Josephine die Leitung und der Lumpensammler die Verteidigung der Angeklagten übernimmt. Das Urteil ist gefällt und sehr hart.
Aurelia lockt die gierigen Geschäftemacher mit einer List zu sich und sperrt sie für immer in ihren dunklen Keller, aus dem es kein Entkommen zurück in die Oberwelt gibt. Es ist das finstere, stinkende Verlies von Paris, die Abwasser- und Unterwelt. Chaillot und die anderen Pariser Stadtteile werden dadurch vor dem Zugriff der nur an ihren Profit denkenden Zerstörer bewahrt, und Aurelias Sinn für Gerechtigkeit ist Genüge getan. Mit Roderick und der einfachen Abwasch-Mamselle Irma hat die Irre von Chaillot schließlich sogar noch zwei junge Herzen zueinandergeführt.

## Produktionsnotizen
Die Irre von Chaillot entstand in Hollywood (Atelieraufnahmen, Kamera: Burnett Guffey) sowie in Südfrankreich und in Paris (Außenaufnahmen, Kamera: Claude Renoir) und wurde am 12. Oktober 1969 uraufgeführt. Die deutsche Erstaufführung erfolgte im Dezember desselben Jahres.
Die prachtvollen Kostüme entwarf Rosine Delamare, die Filmbauten Ray Simm.
Regisseur Forbes und Nebendarstellerin Nanette Newman waren miteinander verheiratet.
Danny Kaye drehte anschließend keine Kinofilme mehr.

## Kritiken
„Die Überbleibsel von Giraudoux‘ kleinem, schrulligen Theaterstück können noch immer in Edward Anhalts widerlicher Modernisierung wahrgenommen, und eine Reihe berühmter Schauspieler trotz ihrer hier abgegebenen Auftritte wieder erkannt werden.“

„Unglücklicher Fehlschlag (…) Die herausragende Besetzung wurde in einer schwergängigen Allegorie verschwendet, die einfach nicht funktioniert.“

„Eine hochgradig theaterhafte Schrulle, der es irgendwie an Humor ermangelt, hätte nie als Filmstoff in Angriff genommen werden. Letztlich nichts anderes als eine All-Star-Extravaganz.“

„Showartige Verfilmung des Bühnenstücks, in dem die Bettler unter der Führung der ‚irren‘ Gräfin von Chaillot den Reichen, die durch ihre raffinierten Geldgeschäfte die Armen versklaven, den Garaus machen. Die sozialpolitische Absicht Giraudoux’ wird von diesem geschmäcklerischen Konsumfilm verkannt, ja sogar ins Gegenteil verkehrt. Die gelackte Gestaltung und die raffiniert eingesetzten modischen Elemente sorgen immerhin für einige Kinoqualität.“